# Eyre Hutson
Sir Eyre Hutson, KCMG (* 25. August 1864; † 14. September 1936 in East Grinstead, Sussex, England) war ein britischer Kolonialbeamter, der unter anderem von 1919 bis 1925 Gouverneur von British Honduras sowie zwischen 1925 und 1929 Gouverneur von Fidschi war.

## Leben
Eyre Hutson trat 1885 in den kolonialen Verwaltungsdienst (Colonial Administrative Service) ein und war während seiner zahlreichen Verwendungen in Barbados, Mauritius, Britisch-Guayana und Jamaika tätig. 1901 wurde er Kolonialsekretär der Kolonie Bermuda und war dort bis 1908 tätig. Im Anschluss war er zwischen 1908 und 1918 Kolonialsekretär der Kronkolonie Fidschi und während der Ortsabwesenheit oder der Nichtbesetzung des Postens zeitweilig auch kommissarischer Gouverneur (Acting Governor). Für seine dortigen Verdienste wurde er 1911 auch zum Companion des Orders of St Michael and St George (CMG) ernannt.
Am 22. März 1919 übernahm er als Nachfolger des am 4. September 1918 im Amt verstorbenen William Hart-Bennett den Posten als Gouverneur von British Honduras und bekleidete diesen bis zum 16. April 1925, woraufhin Sir John Alder Burdon ihn ablöste. Er wurde im Rahmen der sogenannten „New Year Honours“ am 2. Januar 1922 als Knight Commander des Order of St Michael and St George (KCMG) geadelt, so dass er fortan das Prädikat „Sir“ führte.
Am 25. April 1925 wurde er Nachfolger von Sir Cecil Hunter-Rodwell als Gouverneur von Fidschi und verblieb auf diesem Posten bis zum 22. November 1929, woraufhin Sir Arthur George Murchison Fletcher ihn ablöste. Daneben war er in Personalunion zwischen dem 25. April 1925 und dem 22. November 1929 Hoher Kommissar für den Westpazifik.